# Santa Bernardina
Santa Bernardina è un comune dell'Uruguay, situato nel Dipartimento di Durazno.